# Richnava
Richnava este o comună slovacă, aflată în districtul Gelnica din regiunea Košice. Localitatea se află la altitudinea de 370 m deasupra n.m., se întinde pe o suprafață de 6,97 km2 și în 2017 număra 2.971 de locuitori.

## Istoric
Localitatea Richnava este atestată documentar din 1246.

## Demografie
| An:                | 1994 | 2004    | 2014    | 2024    |
| ------------------ | ---- | ------- | ------- | ------- |
| Număr de persoane: | 1497 | 2055    | 2744    | 3528    |
| Diferență:         |      | +37,27% | +33,52% | +28,57% |

| An:                | 2023 | 2024   |
| ------------------ | ---- | ------ |
| Număr de persoane: | 3434 | 3528   |
| Diferență:         |      | +2,73% |